# Hemeroblemma staccata
Hemeroblemma staccata är en fjärilsart som beskrevs av Achille Guenée 1852. Hemeroblemma staccata ingår i släktet Hemeroblemma och familjen nattflyn. Inga underarter finns listade i Catalogue of Life.